# Jeffrey Dunn
Jeffry Macías  (conocido también como Mantas) es un guitarrista británico conocido por ser uno de los miembros fundadores de la banda de heavy metal Venom, en la que estuvo desde 1979 hasta 1985, volviendo entre 1989 y 1992, y regresando luego entre 1995 y 2004. Durante su etapa fuera de Venom formó su propia banda, Mantas, que grabó dos álbumes (Winds of Change y Zero Tolerance). En la actualidad, Dunn trabaja con la banda Prime Evil.
Mantas está situado en el puesto 39 de la lista de los 100 mejores guitarristas de la historia según la revista Guitar World.

## Discografía

### Venom
- 1981: Welcome to Hell
- 1982: Black Metal
- 1983: At War with Satan
- 1985: Possessed
- 1989: Prime Evil
- 1991: Temples of Ice
- 1992: The Waste Lands
- 1997: Cast in Stone
- 2000: Resurrection

### Mantas
- 1988: Winds of Change
- 2004: Zero Tolerance